# Municipio 14 Pineville
El municipio 14 Pineville (en inglés: Township 14, Pineville) es un municipio ubicado en el  condado de Mecklenburg en el estado estadounidense de Carolina del Norte. En el año 2010 tenía una población de 7.479 habitantes.

## Geografía
El municipio 14 Pineville se encuentra ubicado en las coordenadas 35°5′32.73″N 80°53′31.89″O / 35.0924250, -80.8921917.